# Anita Page
Anita Page (født 4. august 1910, død 6. september 2008) var en amerikansk skuespillerinde.